# Cephalomanes javanicum
Cephalomanes javanicum là một loài thực vật có mạch trong họ Hymenophyllaceae. Loài này được (Blume) Bosch miêu tả khoa học đầu tiên năm 1861.